# 啟動愛情這件事
《啟動愛情這件事》（英語：Something About Love），2016年臺灣網路偶像劇，Vidol第二部自製網路電視威劇。由王詩安、林珈安、黃甄妮、邵翔領銜主演。2016年7月21日每週四8點在Vidol首播，8月18日播出最終回。全劇共5集。

## 播出時間

### 首播
| 頻道  | 所在地 | 播映日期      | 播出時間     |
| ----- | ------ | ------------- | ------------ |
| Vidol | 臺灣   | 2016年7月21日 | 每週四20：00 |

## 劇情大綱
蒂娜，感情遭面臨困境的富家女；紫萱，端著相機遊走四方的女攝影師；亞然，遭逢電視台撤換節目的女主播
三位姐妹淘，同時遇上了生活中的瓶頸，決定攜手展開一場公路旅行。沿途，經紫萱的安排，蒂娜與舊情人林季風相遇，然而當Aaron與季風同時來到她的世界時，蒂娜該如何做出正確的抉擇？

## 單元名
- 【第一話】：勇氣
- 【第二話】：熱情
- 【第三話】：信任
- 【第四話】：夢想-海岸的藍寶石
- 【最終話】：冒險，愛情就是我的旅行

## 演員列表

### 主要演員
| 演員   | 角色   | 介紹                       | 登場集數 |
| 王詩安 | 周蒂娜 | 感情遭面臨困境的富家女     | 全劇     |
| 林珈安 | 宋紫萱 | 端著相機遊走四方的女攝影師 | 全劇     |
| 黃甄妮 | 李亞然 | 遭逢電視台撤換節目的女主播 | 全劇     |
| 邵翔   | 林季風 |                            | 全劇     |

## 歌曲
| 曲別 | 歌名         | 演唱者 | 作詞   | 作曲             |
| 片頭 | I don't know | 王詩安 | 崔惟楷 | skot suyama 陶山 |

## 外部連結
- Vidol影音的Facebook專頁